# Alfred Köhler (Jurist)

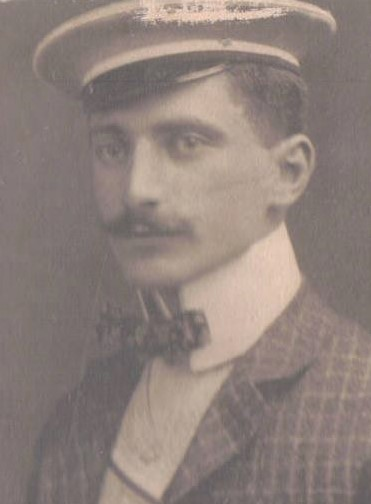
Alfred Köhler

Alfred Köhler (* 1. Oktober 1883 in Gimmeldingen, Pfalz; † 19. September 1945 ebenda) war ein deutscher Staatsanwalt und Richter.

## Leben
Köhler besuchte das Humanistische Gymnasium (heute Kurfürst-Ruprecht-Gymnasium) in Neustadt an der Haardt. Nach dem Abitur meldete er sich 1902 in München als Einjährig-Freiwilliger zum Königlich Bayerischen 3. Feldartillerie-Regiment „Prinz Leopold“. Er immatrikulierte sich für Rechtswissenschaft an der Ludwig-Maximilians-Universität München und wurde am 17. Juli 1902 als Militärfuchs im Corps Transrhenania München aktiv. Recipiert wurde er am 7. März 1904. Er war Mitglied des Neustadter Krischertischs. Als Inaktiver wechselte er an die Friedrich-Alexander-Universität Erlangen. Im Wintersemester 1907/08 bestand er dort das juristische  Universitätsexamen.
Nach dem Examen kam Köhler als Rechtspraktikant an das Amtsgericht Neustadt, 1908 an das Landgericht Landau in der Pfalz, 1909 an das Bezirksamt Neustadt an der Haardt und 1910 in eine Frankenthaler Anwaltskanzlei. Er legte 1910 den Staatskonkurs in Speyer ab und wurde in Erlangen zum Dr. iur. promoviert. Als geprüfter Rechtspraktikant ging er an das Bezirksamt Neustadt. 1912 war er zu Weiterbildungen in Paris und London. Er wurde 1913 Amtsanwalt in Wolfstein, ließ sich aber bis zum Eintritt in den Reichsdienst beurlauben und belegte an der Friedrich-Wilhelms-Universität zu Berlin ein Seminar für Orientalistik. Anschließend bekleidete er die Stellung des Amtsanwalts in Wolfstein, Lauterecken und Otterberg.
Als Oberleutnant d. R. (Hauptmann und Batteriechef) im Königlich Bayerischen 5. Feldartillerie-Regiment „König Alfons XIII. von Spanien“ zog Köhler in den Ersten Weltkrieg. Nach dem Krieg war er Amtsanwalt in Kaiserslautern, dann 3. Staatsanwalt am Landgericht Kaiserslautern (1919), Amtsrichter am Amtsgericht Kaiserslautern (1920), Staatsanwalt (1925) und Erster Staatsanwalt (1929) in Kaiserslautern. Nach drei Jahren als Oberamtsrichter und Vorstand des Amtsgerichts Edenkoben kam er 1933 als Oberstaatsanwalt an das Landgericht München I.
1934 wurde Köhler als Landgerichtsdirektor an den Volksgerichtshof in Berlin berufen, wo er Senatspräsident wurde. Von 1929 bis 1935 war er Vorsitzender von Transrhenanias Philisterschaft. Als 1935/36 die Corps suspendiert wurden, wurde er Mitglied der Münchner Altkameradschaft von der Pfordten. 1944 wurde er zum Präsidenten des Oberlandesgerichts Stettin ernannt. 
Am Ende des Zweiten Weltkriegs vor der Roten Armee geflohen, kehrte Köhler im September 1945 ins heimatliche Gimmeldingen zurück, wo er im Auftrag der französischen Besatzung alsbald verhaftet wurde. In der Haft starb er wenige Tage später unter ungeklärten Umständen; sein Körper wies Zeichen schwerer Misshandlungen auf. Die letzte Ruhe fand er im Gimmeldinger Familiengrab.

## Ehrungen
- Prinzregent-Luitpold-Medaille in Bronze am Bande der Jubel-Medaille (1910)
- Eisernes Kreuz II. Klasse (1914)
- Eisernes Kreuz I. Klasse (1917)
- Militärverdienstorden (Bayern) IV. Klasse mit Schwertern (1915)
- Militärverdienstorden (Bayern) IV. Klasse mit Krone und Schwertern (1918)
- Dienstauszeichnung der Landwehr II. Klasse